# Adelia Di Carlo
Adelia Di Carlo (Buenos Aires, 22 de marzo de 1886 - Buenos Aires, 14 de febrero de 1965) fue escritora y cronista ligada al feminismo durante el siglo XX en Argentina.
Nacida en Buenos Aires en 1883, fue maestra egresada de la Escuela Normal N°1 pero hacia 1907 deja la enseñanza y se dedica al periodismo escribiendo como cronista social en el diario vespertino El Tiempo que dirigía Carlos Vega Belgrano.
Una de sus obras más trascendentes fue la fundación de la Asociación Cultural “Clorinda Matto de Turner”, cuya presidencia ejerció en forma vitalicia durante más de cuarenta años. Fue también fundadora de otras instituciones culturales y de acción social. En 1945 propició la realización de la Exposición Interamericana del Libro Femenino, que logró gran repercusión. 
Siempre involucrada en los temas que la preocupaban, el papel de la mujer y el acercamiento de los pueblos, fue fundadora de la Asociación de Docentes y Auxiliares de la Escuela Profesional de Mujeres y también participó del Primer Salón del Poema Ilustrado en 1946. Adicionalmente el 26 de noviembre de 1958 participó en la fundación del Instituto Moreniano con el propósito de "actualizar, apreciar en su extraordinaria dimensión y difundir la personalidad, obra e ideario de Mariano Moreno".
Cabe destacar durante su carrera que en 1932, plena década infame, el sospechoso "accidente" en que falleció Julieta Lanteri llamó su atención y así lo expresó en la página 99 de la edición Nº 1.744 de la revista Caras y Caretas, del 5 de marzo de 1932, en dónde la homenajeaba pero también sembraba serias dudas sobre las circunstancias de su muerte. Así como también en artículos del diario El Mundo donde comenzó a publicar una investigación que determinaba que el informe policial estaba borroso y no se podía leer el nombre del conductor, que luego resultaría ser David Klapenbach, un miembro del grupo paramilitar de derecha conocido como la Liga Patriótica Argentina y que tenía un frondoso prontuario. Como respuesta a esa publicación, la casa de Di Carlo fue saqueada por la Policía Federal.

## Obras
- La canción de la aguja
- El hijo del guardabosque
- Astillas de sándalo (1934)
- En las viejas capillas (1940)
- Carta de amor (1948)
- En espera de la hora (1948)

### Artículos
- 1934. Gabriela Mistral los grandes valores femeninos de América[3]